# 巴尤鎮區 (阿肯色州阿什利縣)
巴尤鎮區（英語：Bayou Township）是位於美國阿肯色州阿什利縣的一個行政鎮區。

## 地方資料
巴尤鎮區的面積為75.61平方千米，當中陸地面積為75.41平方千米，而水域面積為0.20平方千米。根據2010年美國人口普查的數據，當地共有人口25人，而人口密度為每平方千米0.33人。